# The Hook
The Hook is een Amerikaanse oorlogsfilm uit 1963 onder regie van George Seaton. Het scenario is gebaseerd op de roman L'Hameçon (1957) van de Armeens-Franse auteur Vahé Katcha.

## Verhaal
Tijdens de Koreaanse Oorlog bevindt sergeant P.J. Briscoe zich samen met de onervaren soldaten O.A. Dennison en V.R. Hackett aan boord van een schip. Ze hebben de opdracht gekregen om een gevangengenomen Noord-Koreaanse gevechtspiloot te executeren. Na verloop van tijd ontstaat er een discussie of ze de krijgsgevangene wel mogen doden.

## Rolverdeling
| Acteur            | Personage             |
| ----------------- | --------------------- |
| Kirk Douglas      | Sergeant P.J. Briscoe |
| Robert Walker jr. | O.A. Dennison         |
| Nick Adams        | V.R. Hackett          |
| Pancho Magalona   | Kim                   |
| Nehemiah Persoff  | Kapitein Van Ryn      |
| John Bleifer      | Steward               |
| Mark Miller       | Luitenant D.D. Troy   |
| John Alderson     | Svenson               |
| Anders Andelius   | Andelius              |
| Frank Richards    | Kaskevitch            |
| William Challee   | Schmidt               |
| Barnaby Hale      | Bemanningslid         |
| John Gilgreen     | Bemanningslid         |
| Ralph Ahn         | Majoor Chun           |
| Dallas Mitchell   | Radiotelegrafist      |